# Il giorno della pace
Il giorno della pace (Friedenstag) è un'opera lirica in un atto di Richard Strauss (Opus n. 81, TrV.271) su libretto in lingua tedesca di Joseph Gregor, rappresentata per la prima volta al Nationaltheater di Monaco di Baviera il 24 luglio 1938.

## Trama
La vicenda si svolge  il 24 ottobre 1648, ultimo giorno della sanguinosa Guerra dei trent'anni, in una cittadella di una città tedesca cattolica assediata dalle truppe protestanti dell'Holstein. Il sergente di guardia apprende da un soldato semplice che il nemico ha appena dato fuoco a una fattoria. Giunge nella  un giovane piemontese latore di un messaggio dell'imperatore per il comandante della città assediata. Il giovane piemontese evoca la pace intonando un canto popolare italiano («La piccola Pedretta»). Il sergente maggiore, un moschettiere e altri soldati fanno dell'ironia sul giovane italiano: è uno che non ha mai conosciuto la guerra, mentre invece loro non hanno mai conosciuto la pace.
I soldati sentono dei rumori in lontananza; dapprima si allarmano, pensando che si tratti dei soldati nemici, ma poi si rendono conto che è la gente del luogo che si sta avvicinando alla fortezza chiedendo pane. Il comandante della fortezza va incontro ai cittadini. Il borgomastro e un prelato della città chiedono al comandante di consegnare la cittadella al nemico, sostenendo che entrambe le parti, loro stessi e il nemico, da troppo tempo soffrono inutilmente per la guerra. Giunge un ufficiale dal fronte e dice al comandante che la città cadrà a meno che non siano utilizzate le munizioni custodite nei sotterranei della fortezza. Il comandante rifiuta di consegnare le munizioni per il combattimento. Il comandamento legge ai civili la lettera l'imperatore nella quale si ordina il mantenimento della città, senza resa. I civili protestano fermamente: la guerra, iniziata trent'anni or sono, non ha mai cessato di essere combattuta e i cittadini sono allo stremo, una donna chiama l'imperatore "assassino dei miei figlioli". Il comandante, però, vuole la vittoria totale senza condizionamenti umanitari, ma è sorpreso della reazione popolare: finge quindi di accogliere le richieste dei civili, e ordina alla popolazione di disperdersi e di attendere i suoi ordini.
Dopo che i cittadini sonno andati via, il comandante annuncia ai soldati il suo piano: quando le truppe degli assedianti ne varcheranno le mura, la cittadella sarà fatta saltare in aria con l'esplosivo, e moriranno tutti, vinti e vincitori. Ordina quindi ai soldati di ammassare la polvere da sparo nei sotterranei della fortezza. Il comandante ricorda che il sergente gli salvato la vita nella battaglia di Magdeburgo, cerca di sdebitarsi offrendo al sergente la possibilità di lasciare la fortezza; ma il sergente rifiuta.
Maria, la giovane moglie del comandante, entra nella cittadella e si stupisce di non trovare nessuno all'aperto. Sopraggiunge il marito e la rimprovera di aver disobbedito al suo divieto di entrare nella cittadella; le rivela poi il suo piano e la supplica di salvarsi andando via. Maria dichiara però di voler rimanere al fianco del marito.

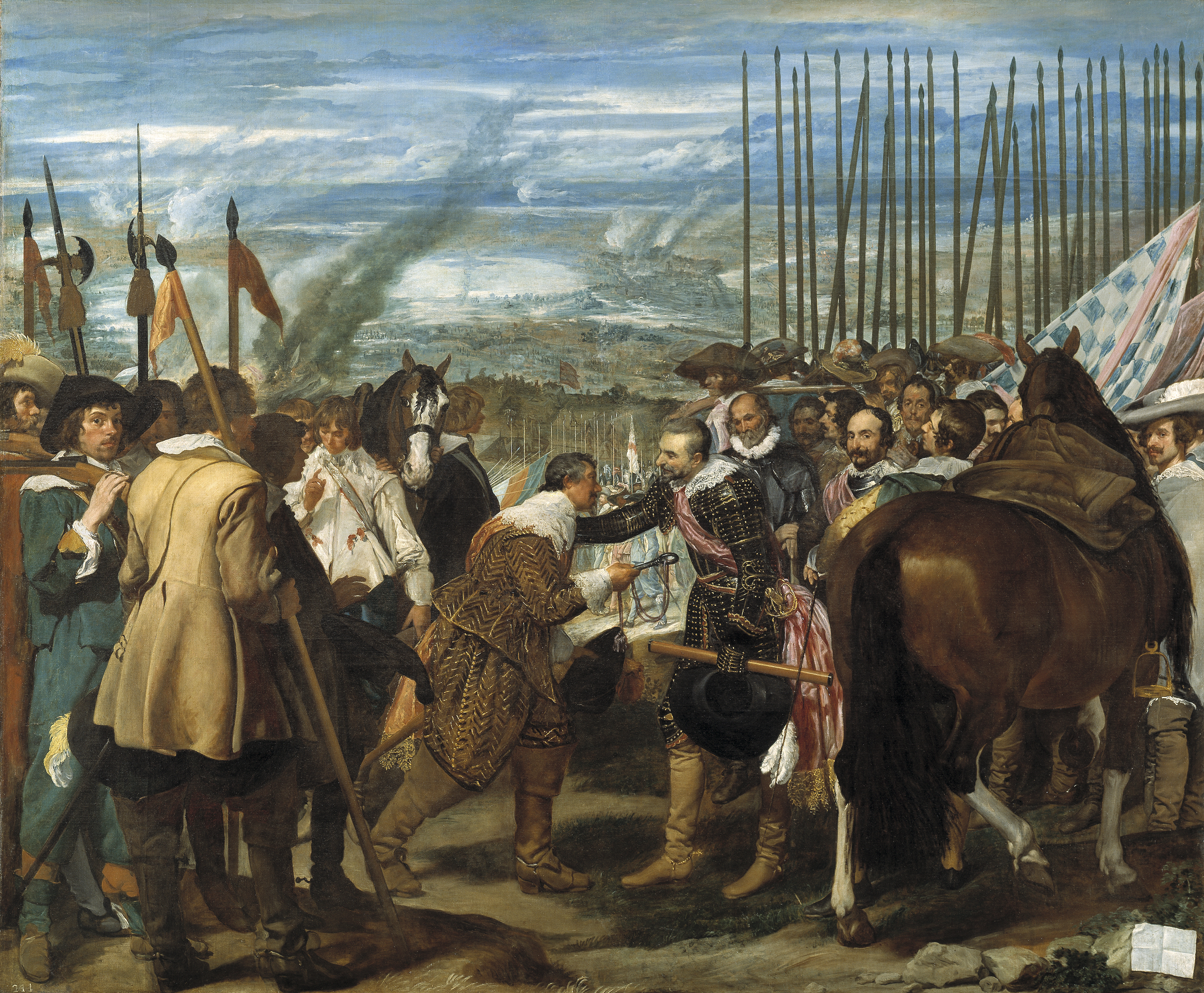
Diego Velázquez, Resa di Breda, olio su tela, 1635, Museo del Prado

Si sente un colpo di cannone, interpretato dai soldati come segnale dell'imminente attacco nemico. Il sergente porge una miccia accesa al comandante, ma quest'ultimo la spegne dichiarando che per il momento preferisce combattere. Si sentono poi in lontananza suoni di campane. Il sergente riferisce che le truppe dell'Holstein si stanno effettivamente avvicinando, ma non sembrano avere l'intenzione di attaccare, portano anzi fiori e bandiere bianche. Il comandante della cittadella pensa che si tratti di un tranello dei nemici; ordina di stare in allerta, lasciando avvicinare il nemico per farlo saltare in aria. Il borgomastro e il prelato, però, sono felici nel vedere questi preparativi, che scambiando per il segnale della resa promessa loro dal comandante. Le truppe dell'Holstein entrano nella cittadella e il loro comandante annuncia ai difensori che la guerra è finita ed è stato firmato un armistizio. Il comandante della cittadella, incredulo, sguaina la spada e si avventa sul comandante protestante; anche costui estrae la spada per difendersi. Maria si frappone fra i due implorando la pace. Improvvisamente i due comandanti, quello della cittadella e quello delle truppe dell'Holstein, gettano le armi e si abbracciano. L'opera si conclude con un coro di riconciliazione.

## Storia
Un primo abbozzo del libretto, che avrebbe dovuto chiamarsi «24 Oktober 1648», fu opera di Stefan Zweig. Lo scrittore austriaco, il quale aveva già fornito a Richard Strauss il libretto della Donna silenziosa, si era ispirato al dramma El Sitio de Breda di  Calderón de la Barca.  Zweig, di sentimenti pacifisti e di religione israelita, era stato uno dei primi bersagli del nazismo (le sue opere furono bruciate pubblicamente già nel 1933); avvertì ripetutamente Strauss sull'impossibilità a poter collaborare con lui per l'avvenire e nel 1934  lasciò l'Austria per rifugiarsi in Inghilterra. Il libretto passò a Joseph Gregor, come suggerito dallo stesso Zweig; ma Strauss non fu mai convinto dell'abilità di Gregor.
La prima di Friedenstag avvenne al Nationaltheater di Monaco di Baviera il 24 luglio 1938, diretta da Clemens Krauss, con il seguente cast:
| Ruolo                            | Voce     | Interprete)      |
| -------------------------------- | -------- | ---------------- |
| comandante della città assediata | baritono | Hans Hotter      |
| Maria, sua moglie                | soprano  | Viorica Ursuleac |
| sergente maggiore                | Basso    | Georg Hann       |
| Caporale                         | tenore   | Julius Patzak    |
| soldato semplice                 | baritono | Georg Wieter     |
| moschettiere                     | Basso    | Karl Schmidt     |
| trombettiere                     | Basso    | Willi Merkert    |
| ufficiale                        | baritono | Emil Graf        |
| ufficiale del fronte             | baritono | Josef Knapp      |
| un piemontese                    | tenore   | Peter Anders     |
| ufficiale dell’Holstein          | Basso    | Ludwig Weber     |
| borgomastro                      | tenore   | Karl Ostertag    |
| prelato                          | baritono | Theo Reuter      |
| una donna del popolo             | soprano  | Else Schürhoff   |

Nella Germania nazista l'opera non fu più rappresentata dopo lo scoppio della seconda guerra mondiale. In Italia la prima, in versione ritmica italiana, avvenne al Gran Teatro La Fenice di Venezia nel gennaio 1940, prima dell'entrata in guerra dell'Italia.

## Organico orchestrale
La partitura di Strauss prevede l'utilizzo di:
- 3 flauti (III anche ottavino), 2 oboi, corno inglese, 3 clarinetti, clarinetto basso, 3 fagotti, controfagotto
- 6 corno, 4 trombe, 4 tromboni, tuba
- timpani, grancassa, tam-tam, tamburo militare, piatti, triangolo, tamburello
- 16 violini primi, 16 violini secondi, 12 viole, 10 violoncelli, 8 contrabbassi

Sulla scena: 
- organo, campane, trombe del segnale

## Incisioni discografiche
| Anno | Interpreti                                                      | Direttore, Orchestra | Etichetta                                          |
| ---- | --------------------------------------------------------------- | --- | -------------------------------------------------- |
| 1939 | Hans Hotter, Viorica Ursuleac, Herbert Alsen, Hermann Wiedemann | Clemens Krauss, Vienna State Opera Orchestra and Chorus ( Recording of a performance at the Vienna State Opera, 10 June)                        | Audio CD: Koch-Schwann Cat: 3-1465-2               |
| 1988 | Bernd Weikl, Sabine Hass, Jaako Ryhänen, Jan-Hendrik Rootering  | Wolfgang Sawallisch, Bavarian Radio Symphony Orchestra, Chorus of the Bavarian State Opera and the Bavarian Radio Choir                         | Audio CD: EMI Cat: CDC 5 56850-2                   |
| 1989 | Roger Roloff, Alessandra Marc, William Wilderman, Max Wittges   | Robert Bass, Collegiate Chorale and Orchestra; New York City Gay Men's Chorus (Recording of a concert performance in Carnegie Hall,19 November) | Audio CD: Koch International Classics Cat: 37111-2 |
| 1999 | Albert Dohmen, Deborah Voigt, Alfred Reiter, Tom Martinsen      | Giuseppe Sinopoli, Dresden Staatskapelle and the Dresden State Opera Chorus                                                                     | Audio CD: DG Cat: 463 494-2                        |